# Idiognophomyia comstocki
Idiognophomyia comstocki är en tvåvingeart som först beskrevs av Alexander 1947.  Idiognophomyia comstocki ingår i släktet Idiognophomyia och familjen småharkrankar. Inga underarter finns listade i Catalogue of Life.